# Der Wein zum Fest des heiligen Martin
Der Wein zum Fest des heiligen Martin ist ein Ölgemälde des flämischen Malers Pieter Bruegel der Ältere. Es entstand 1565 oder 1568 in Temperafarben auf einer 148 auf 270,5 Zentimeter großen Leinwand und ist damit das höchste und mit Abstand das breiteste unter den erhaltenen Gemälden des Künstlers. Es zeigt Feierlichkeiten zum Martinstag, bei denen traditionell der erste Wein der Saison ausgeschenkt wurde.
Lange Zeit galt das Bild als verschollen, bis es im Frühjahr 2010 von einem privaten Sammler zum Restaurieren in den Madrider Prado gegeben wurde. Untersuchungen ergaben, dass es sich um ein Werk Bruegels handelt. Das Museum erwarb das Gemälde daraufhin.
Vorübergehend war ein Fragment im Wiener Kunsthistorischen Museum, das einen Ausschnitt des Gemäldes wiedergibt, für das Original gehalten worden. Dieses wird heute nicht mehr Bruegel zugeschrieben; vermutlich sind es die Reste einer Kopie von Bruegels Sohn Pieter Brueghel dem Jüngeren.

## Galerie

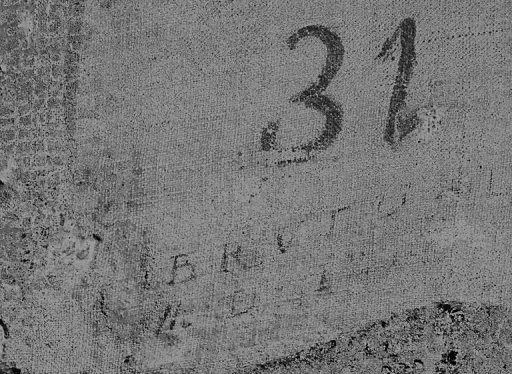
Signatur in der linken unteren Ecke
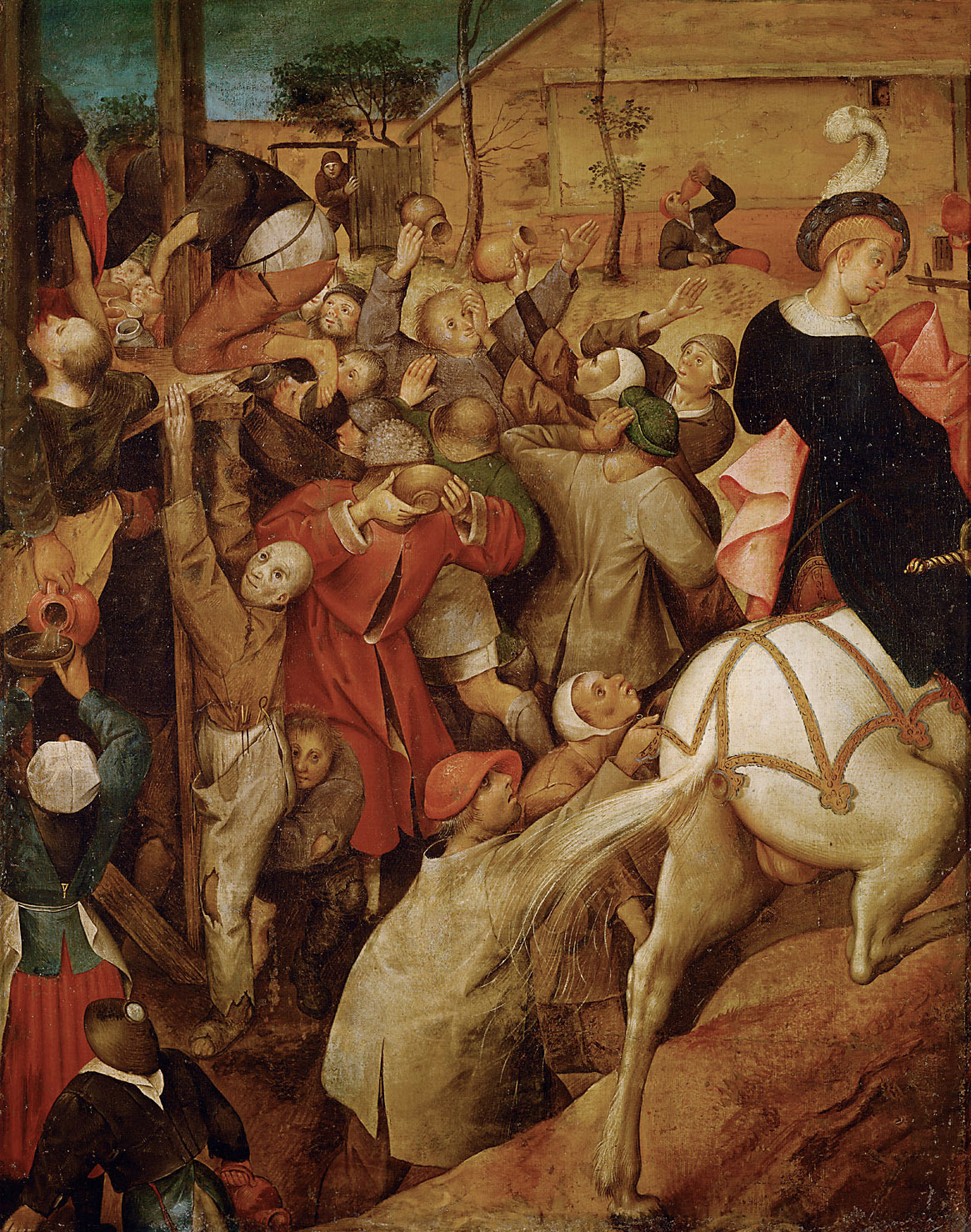
Fragment im Kunsthistorischen Museum